# Shinwari
Gli shinwari (in pashtu) sono una tribù pashtun.
La tribù degli shinwari derivò originariamente dalla tribù dei Kasi Pashtun, e si insediò nei distretti meridionali della provincia di Nangarhar, ad Haska Meyna, Achin, Rodat, Bati Kot, Kot, Chaparhar, Shinwari, Dur Baba e Nazyan. Una parte consistente della tribù risulta concentrata nell'area di Jalalabad e nella provincia di Parwan in Afghanistan. Gli shinwari sono per la maggior parte commercianti e uomini d'affari. Una loro significativa presenza, anche se minoranza, si trova nei pressi di Peshawar, con una popolazione di circa 2000-3000 individui. Al 2010 vi erano circa 400.000 shinwari in Afghanistan.

## Storia

### Secondo gli inglesi (1885)
Nel 1885, l'autore inglese Edward Balfour così descriveva gli shinwari:
Gli Shanwari abitano una parte della regione montuosa del Khaibar, alcuni villaggi delle valli orientali del Safed Koh, e si trovano anche ai confini di Bajawar. Hanno cinque divisioni al loro interno: Mandizai/Manduzai, Abdul Rahim, Sangu, Sipai e Ali Sher. Si dedicano al commercio. Sono i pashtun più industriosi, utilizzando spesso muli e cammelli per trainare i loro carri. Sono coraggiosi, ospitali, lavoratori. Sono persone ben educate

### Il ruolo nella rivolta di Khost
Nel corso della rivolta di Khost, gli shinwari si allinearono al governo afghano e lo aiutarono a sopprimere la rivolta.

### Il ruolo nella guerra civile afghana
Sul finire del 1928, in Afghanistan scoppiarono delle rivolte e la tribù degli shinwari fu la prima a rivoltarsi apertamente contro l'imposizione di nuove leggi da parte di re Amanullah Khan, inclusa la nuova moda all'europea, l'istruzione anche per le donne e l'imposizione di tasse. I shinwari attaccarono Jalalabad, privandola dell'acqua e chiudendo la strada tra Kabul e Peshawar. Amanullah rispose utilizzando la propria aviazione militare, inclusi dei piloti sovietici, per bombardare i loro insediamenti. L'uso di "infedeli" stranieri per soggiogare altri musulmani fu uno dei motivi che portò poi allo scoppio della guerra civile afghana del 1928-1929.

## Shinwari notabili
- Ghalib Hassan, leader della resistenza anti-talebana sotto Abdul Haq, nominato poi comandante del distretto di Shinwar da Hamid Karzai,[3] poi detenuto nel carcere di Guantanamo[3]
- Rashid Khan Arman, sportivo, membro della squadra nazionale afghana di cricket
- Abdul Qayum Sher, eroe di guerra dell'esercito pakistano
- Amir Hamza Shinwari, poeta
- Faisal Ahmad Shinwari, giudice della corte suprema dell'Afghanistan (2001–2006)
- Malalai Shinwari, avvocato
- Rafiq Shinwari, cantante
- Samiullah Shinwari, sportivo, membro della squadra nazionale afghana di cricket
- Usman Khan Shinwari, sportivo, membro della squadra nazionale afghana di cricket[4][5]
- Prof. Dr. Zabta Khan Shinwari, botanico e ricercatore pakistano.